# François Seité
Pour les articles homonymes, voir Seité.
François Seité, né le 12 février 1923 à Locquirec dans le Finistère, tué le 17 novembre 1944 à Belfort, est un officier des Forces françaises libres pendant la Seconde Guerre mondiale.
Engagé à 17 ans dans la France libre, il se distingue particulièrement dans la campagne d'Italie, puis lors du débarquement en Provence, et dans les combats qui suivent, pour la Libération. Tué dans la bataille d'Alsace en luttant pour prendre Belfort, il est Compagnon de la Libération à titre posthume.

## Biographie
Né à Locquirec, François Seité est fils d'hôteliers. Il effectue ses études au collège Saint-Louis à Brest.

### Rejoint la France libre
Pendant la Seconde Guerre mondiale, son collège évacué, François Seité revient à Locquirec. Il choisit de répondre à l'Appel du 18 Juin du général de Gaulle, et s'embarque dès le lendemain de l'appel pour l'Angleterre,.
Il s'y engage dans les Forces françaises libres, mais n'ayant pas encore l'âge de combattre, il est d'abord envoyé rejoindre les scouts de la France libre, au pays de Galles. Il intègre ensuite le prytanée militaire de la France libre en septembre 1940, puis l'École des cadets de la France libre en février 1941, à Malvern. Il en sort aspirant en mai 1942, promotion « Libération »,.

### Tunisie, combats en Italie
Seité est envoyé en Tunisie en juin 1943, dans la 2e brigade française libre, à la 3e compagnie du bataillon de marche no 5. De là, il débarque en Italie en avril 1944.
Il participe alors à la campagne d'Italie, combattant avec la 1re division française libre. Son premier engagement est à l'assaut du Monte Marone, en avant-garde à la tête de sa section.
Pendant l'attaque de la Villa Adriana près de Tivoli, de violents tirs ennemis stoppent sa progression avec sa section. C'est en essayant de repérer les armes automatiques ennemies qu'il est gravement blessé. Il suscite alors l'admiration de ses hommes, en s'occupant plus d'eux que de lui-même.
Hospitalisé pendant plusieurs semaines, il n'attend pas d'être complètement guéri pour partir rejoindre la division se préparant au débarquement.

### Combats pour la libération de la France
Il participe ainsi au débarquement en Provence, à Cavalaire le 16 août 1944. Son « comportement héroïque » lors du débarquement lui vaut la mesure exceptionnelle de promotion au grade de sous-lieutenant sur le champ de bataille et l'attribution de la croix de guerre avec palme,.
Il se fait de nouveau remarquer lors la prise de Toulon : le 22 août 1944, il conquiert son double objectif, les cotes 79,5 et 75,5, sur la route de la Valette à Toulon, prend le contrôle de plusieurs blockhaus et capture 25 prisonniers. Il réussit ensuite à conserver sa position malgré des ennemis supérieurs en nombre, et résiste le temps nécessaire pour que les renforts viennent le soutenir.
Seité remonte vers le nord par la vallée du Rhône et prend part à la bataille des Vosges. À la bataille d'Alsace, il participe à la lutte pour prendre Belfort. Il y est blessé mortellement d'une balle à la tempe, et meurt quelques heures plus tard à l'hôpital, le 17 novembre 1944, à 21 ans,,.
François Seité est enterré au cimetière de Locquirec. Il est créé Compagnon de la Libération l'année suivante, à titre posthume.

## Hommages et distinctions

### Décorations
- Chevalier de la Légion d'honneur.
- Compagnon de la Libération à titre posthume par décret du 7 mars 1945[5].
- Croix de guerre 1939–1945, palme de bronze.
- Médaille de la Résistance française avec rosette, par décret du 24 avril 1946[6].

### Autres hommages
- Plaque commémorative à Locquirec, sur la façade du presbytère[7].
- Une autre plaque est apposée à Belfort, là où il est tombé[8].
- Une promotion d'EOR porte son nom, la Promotion EOR 605 « Sous-Lieutenant Seité » (1976)[9].